# Upplupen intäkt
Upplupen intäkt är en typ av interimsfordring och en intäkt som inte fakturerats men som ändå utgör en intäkt för året. Upplupna intäkter kan gälla utförda tjänster eller levererade varor där avsikten är att de ska faktureras under något senare bokföringsår.  Det kan till exempel gälla större bygg- eller entreprenadprojekt som löper över flera år. I sådana fall kan en andel av det avtalade priset tas upp som upplupen intäkt, beräknad i förhållande till mängden nerlagt arbete eller till hur stor del av projektet som färdigställts.